# Enthora catalai
Enthora catalai är en skalbaggsart som beskrevs av Dewailly 1950. Enthora catalai ingår i släktet Enthora och familjen Melolonthidae. Inga underarter finns listade i Catalogue of Life.